# 張景嵐
張景嵐（1988年9月3日—），臺灣女藝人、模特兒、演員。2010年參加「冰火心女孩」美少女選拔取得組別冠軍，被「伊林模特兒經紀公司」簽下後，除了擔任模特兒，也朝演藝圈發展。張景嵐在各綜藝節目中有所表現，亦跨域進軍主持和戲劇領域。

## 演藝生涯
張景嵐從小學習舞蹈和美術等才藝，亦喜愛舞台表演。她在大學時期就讀設計科系時，於課外打工擔任兒童才藝班老師，教授舞蹈和美術，並參與各類選秀活動，爭取演出機會。
2010年，張景嵐參加由飲品公司「保力達」舉辦的「尋找冰火心女孩」美少女選拔，取得「蒼雪系」組冠軍後被「伊林模特兒經紀公司」簽下。2010年至2011年，她擔任中天電視綜藝模仿節目《全民最大黨》舉牌模特兒，在舉牌過程中的出場表演受到好評，逐漸累積網路知名度。2012年，張與伊林娛樂旗下模特兒組成「空姐時代」，代言線上遊戲《神魔online：信仰之翼》以及男性香氛用品「AXE 21」。
2013年，張景嵐接獲線上遊戲《戰狼Online》個人代言，也首次嘗試主持工作、代班參與三立電視綜藝節目《綜藝大熱門》主持群；同年，張首度入榜「2013FHM男人幫-百大性感美女」獲得網路票選第六名，經歷第二、三階段專業評審票選，最終排名為第18名，也在ETtoday東森新聞雲舉辦的「2013新宅男女神」票選拿下「宅男女神」亞軍及「性感女神」獎項
。戲劇方面，她接演《PM10-AM03》第二季《PMAM》、飾演「小淨」一角；至該年11月，參演電影《大宅們》，是張景嵐首次參與電影演出。
2014年，張景嵐接演中天電視首部自製戲劇《勇敢說出我愛你》；同年7月，她發行赴沖繩拍攝的個人第一本寫真書《夏日霓嵐》。此外，張在「2014FHM男人幫-百大性感美女」網路人氣票選拿下第二名，歷經專業評審票選後，最終排名為第三名；她也在ETtoday東森新聞雲舉辦的「2014新宅男女神」拿下第一名，同時奪下分類項目中的「雪膚女神」獎。2015年，張景嵐獲邀擔任「Fila」、「嬪婷」等品牌代言人，並接演民視戲劇《新娘嫁到》。
2019年，參與「雜學校」舉辦的展覽，擔任了「阿雜社會事」活動，其中之一項目「阿雜森77」展區的策展人。

## 個人生活
張景嵐在家中有兩個妹妹，是三姊妹中的老大，父親為張逸華
2022年，張景嵐自創面膜品牌「menomeno」。此外，她也有國際咖啡吧台技師證照。

## 電影
| 上映日期            | 劇名                | 導演   | 飾演   |
| 2014年8月22日(臺灣) | 《》                | 朱延平 | 阿梅   |
| 2018年5月11日(臺灣) | 《市長夫人的秘密》  | 連奕琦 | 笑笑   |
| 2019年11月8日(臺灣) | 《4X相識-隨片登台》 | 林亞佑 | 狐狸精 |

## 電視劇
| 年份 | 頻道             | 劇名                                         | 飾演    | 備註       |
| 2012 | 台視             | 《半熟戀人》                                 | 阿姿    | 客串       |
| 2012 | MTV              | 《PM10-AM03》                                | 小淨    |            |
| 2013 | 中視、中天綜合台 | 《女王的誕生》                               | 王娜    | 客串       |
| 2013 | 中天綜合台、樂視 | 《PMAM》                                     | 小淨    |            |
| 2014 | 中視、中天娛樂台 | 《勇敢說出我愛你》                           | 郭喬菲  |            |
| 2015 | 公視             | 《人生劇展-事事達人 （页面存档备份，存于）》 | 張雪玲  |            |
| 2015 | 中天綜合台樂視   | 《PMAM慾望俱樂部》                           | 小淨    | (客串)     |
| 2016 | 民視             | 《新娘嫁到》                                 | 宋小萍  |            |
| 2016 | 中視、東森綜合台 | 《原來1家人》                                | 顏如花  | 第三女主角 |
| 2016 | 台視、東森綜合台 | 《必勝練習生》                               | 李淑貞  | 第三女主角 |
| 2017 | 公視             | 《人生劇展-野模》                            | 吳羽婷  |            |
| 2017 | 緯來戲劇台       | 《逃婚一百次》                               | 沈嘉儀  | 第二女主角 |
| 2018 | 愛奇藝           | 《熱血高校》                                 | 杜靈芝  | 客串       |
| 2018 | 台視、三立都會台 | 《高校英雄傳》                               | 高愛妮  | 第三女主角 |
| 2019 | 八大戲劇台       | 《我是顧家男》                               | 傅心怡  | 第二女主角 |
| 2019 | 台視、東森綜合台 | 《愛情白皮書》                               | 書記官  | 客串       |
| 2020 | 台視、三立都會台 | 《跟鯊魚接吻》                               | 湯筱安  | 第二女主角 |
| 2022 | Disney+          | 《台北女子圖鑑》                             | Sabrina | 客串       |
| 2022 | 愛奇藝           | 《第9節課》                                  | 方昕怡  |            |
| 2024 | friDay影音       | 《妮波自由式》                               | Sherry  | 客串       |

## 音樂錄影帶
| 年份 | 歌手   | 專輯           | 歌曲       |
| 2011 | 周杰倫 | 驚嘆號         | 超跑女神   |
| 2011 | 周杰倫 | 驚嘆號         | 皮影戲     |
| 2013 | 明道   | 失戀美學       | Kiss me    |
| 2014 | 八三夭 | 大逃殺         | 我怎麼哭了 |
| 2014 | 陳大天 | 陳大天告白日記 | 每每       |
| 2016 | 玖壹壹 | 9453           | 嫁給我吧   |
| 2019 | 聖結石 |                | 你的潔癖   |

## 平面出版
| 類型   | 年份 | 名稱                               |
| 寫真書 | 2014 | 《夏日霓嵐》(三采文化)             |
| 寫真書 | 2018 | 《嵐色花漾》(台灣角川)             |
| 桌曆   | 2014 | 張景嵐X金橘眼鏡2015桌曆            |
| 桌曆   | 2015 | 張景嵐xPChome24h購物2016桌曆       |
| 桌曆   | 2018 | 寫真書《嵐色花漾》預購限量2019桌曆 |

## 公益活動
- 2016 《三商企業盃公益路跑賽》推廣大使
- 2016 《健康走愛長久》愛心大使
- 2017 伊甸庇護工場中秋月餅推廣活動 形象公益大使 [17]

## 節目主持
- 2013年《超級接班人2》(代班主持)
- 2013-2014年《綜藝大熱門》(代班主持)
- 2013-2014年《世界我做煮(第一代)》
- 2015年《世界我做煮(第二代)》
- 2013-2014年《大學生了沒》(代班主持)
- 2018-2019《閨蜜愛旅行》（與魏蔓＆卓毓彤）[18]
- 2019《最餓廚房》（與Justin張楷奕）[19]
- 2019《小姐姐去哪兒》[20]
- 2020《極智對決 誰梭了算》（與庹宗康、紀言愷、歐漢聲）[21]
- 2021《開動吧!漂亮姊姊》（與張立東、林莎、徐瑋吟）

- 2022 《景嵐YO澳洲 （页面存档备份，存于）》

## 綜藝實境節目
- 《花甲少年趣旅行》 張景嵐與趙樹海、田麗、羅宏正 主持第四集。  ( 製作人：映畫傳播、邱玉婷）（2022年4月）

## 外部連結
- 張景嵐的Facebook專頁
- 張景嵐的新浪微博
- 張景嵐的Instagram帳戶
- 張景嵐在香港影庫上的簡介